# Anisoperas excurvata
Anisoperas excurvata là một loài bướm đêm trong họ Geometridae.